# Anton Jánoš
Anton Jánoš (* 28. února 1958, Jablonové) je bývalý slovenský fotbalový brankář. Po skončení aktivní kariéry působí jako trenér.

## Fotbalová kariéra
Hrál za ČH Bratislava, Inter Bratislava, Slavoj Trebišov, Malacky a Duklu Banská Bystrica. V československé lize nastoupil ve 34 utkáních.

## Ligová bilance
| Ročník                                   | Zápasy | Góly | Klub                  |
| ---------------------------------------- | ------ | ---- | --------------------- |
| 1. československá fotbalová liga 1980/81 | 9      | 0    | Inter Bratislava      |
| 1. československá fotbalová liga 1987/88 | 16     | 0    | Dukla Banská Bystrica |
| 1. československá fotbalová liga 1988/89 | 6      | 0    | Dukla Banská Bystrica |
| 1. československá fotbalová liga 1989/90 | 3      | 0    | Dukla Banská Bystrica |
| CELKEM                                   | 34     | 0    |                       |

## Trenérská kariéra
- FK Dukla Banská Bystrica (1993-1995)
- Tatran Prešov (1995-1997)
- MŠK Žilina (1997-1999)
- Spartak Trnava (1999-2000)
- FK Dukla Banská Bystrica (2001-2003)
- FK AS Trenčín (2003-2005)
- FK ŽP ŠPORT Podbrezová (2006-2008)
- FK Dukla Banská Bystrica (2008-2010)
- ŠK SFM Senec (2010-2012)